# 维克托·格拉先科
维克托·弗拉基米罗维奇·格拉先科（俄语：Виктор Владимирович Геращенко，1937年12月21日—2025年5月11日），苏联及俄罗斯经济学家、政治人物。曾任苏联国家银行最后一任行长，俄罗斯联邦中央银行行长等职务。

## 生平
1960年毕业于莫斯科财政学院，毕业后进入苏联国家银行工作。1967年至1972年，担任莫斯科人民银行驻黎巴嫩贝鲁特分行副行长，1969年升任行长。1977年至1982年，担任莫斯科人民银行新加坡分行行长。1982年，开始担任苏联对外贸易银行货币政策司司长。1983年，升任苏联对外贸易银行副行长。1989年，出任苏联国家银行行长。1963年加入苏联共产党。1990年至1991年，担任苏联共产党中央委员会委员。
1991年12月，随着苏联解体，他也失去了行长一职。1992年6月，担任俄罗斯联邦中央银行行长。1994年10月，因卢布暴跌引咎辞职。1998年俄罗斯金融危机期间，格拉先科接替杜比宁再次担任行长职务。2002年3月辞职。2003年12月，作为祖国党代表当选国家杜马议员，并担任财产委员会第一副主席。
2004年，在米哈伊尔·霍多尔科夫斯基被捕后，应邀担任尤科斯公司总裁职务，直至2006年8月公司破产。2025年5月11日逝世。

## 荣誉
- 三级祖国功勋勋章（2000年）
- 四级祖国功勋勋章
- 荣誉勋章（1998年）

## 家庭
- 妻子：尼娜·亚历山德罗夫娜·格拉先科（1938年3月28日－）
- 女儿：塔季扬娜·维克托罗芙娜·马卡罗娃（1961年11月23日－）
- 儿子：康斯坦丁·维克托罗维奇·格拉先科（1969年7月28日－）